# Sneglehøj von Kirke Sonnerup

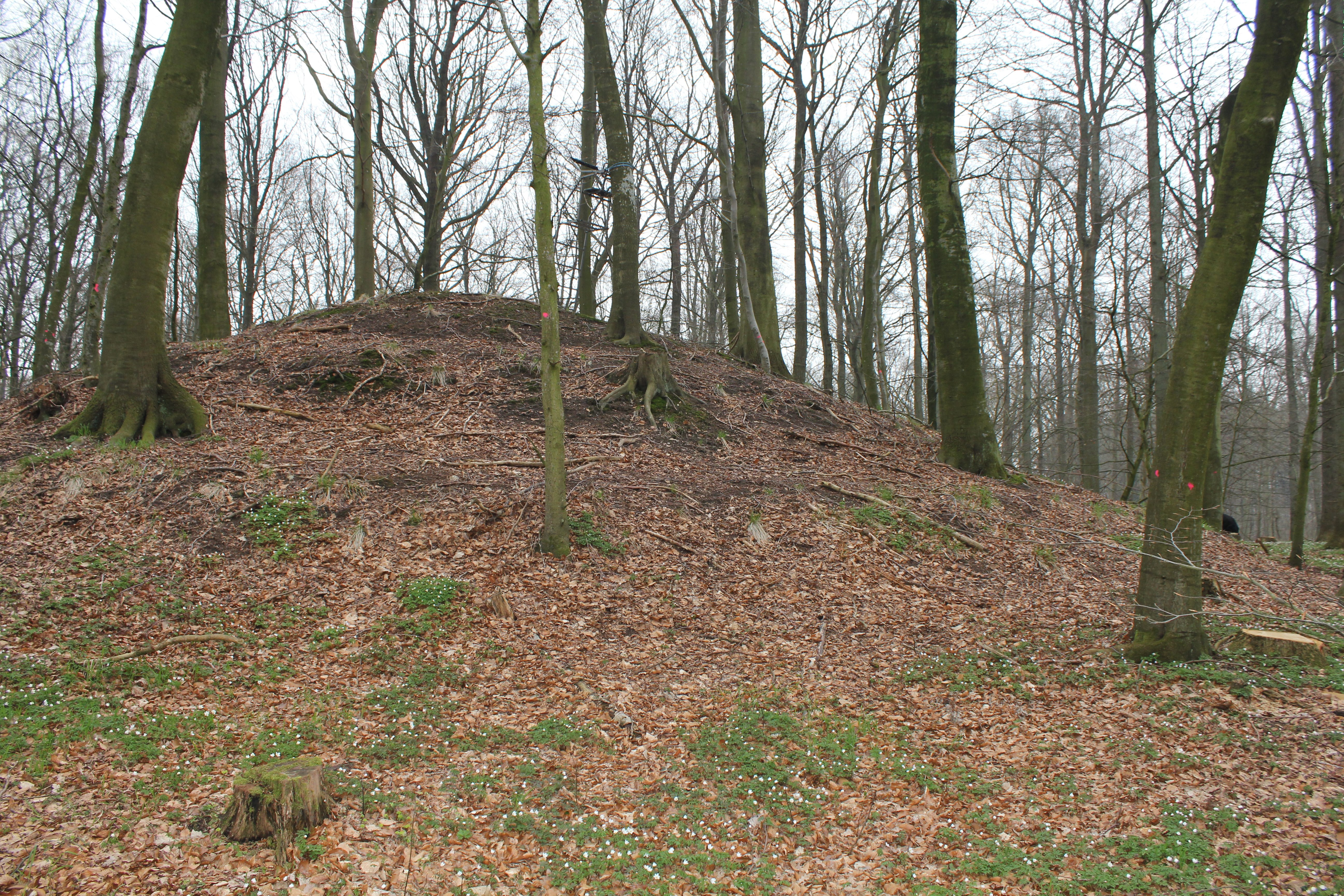
Sneglehøj

Der Sneglehøj von Kirke Sonnerup liegt im Hestehaven (Wald) nordöstlich von Tølløse und südlich von Kirke Sonnerup auf der dänischen Insel Seeland. Der Hügel liegt etwa 100 Meter östlich der Waldwege und 500 Meter von öffentlichen Straßen entfernt.
Der etwa 3,5 m hohe Hügel hat etwa 25 m Durchmesser und ist ein sogenannter Schneckenhügel (dänisch Sneglehøj). Ein paar Feuersteinabschläge sind auf der Oberfläche sichtbar und es gibt einen größeren Stein mit Rillen etwa zehn Meter südöstlich des Hügels.

## Erläuterung
Das Besondere an Sneglehøjen ist ein spiralförmig um den Rundhügel bis zur Spitze laufender Prozessionsweg. Funde an derartigen Hügeln stammen zumeist aus der Bronzezeit und sind in Dänemark auf Seeland und die angrenzenden Regionen beschränkt.
Es gibt so bezeichnete Rundhügel in Deutschland (Schneckenhügel Aurich) und England (Snail Mound in Lyveden New Bield).
In der Nähe liegt der Runddysse von Vester Såby.